# Walther Froelich

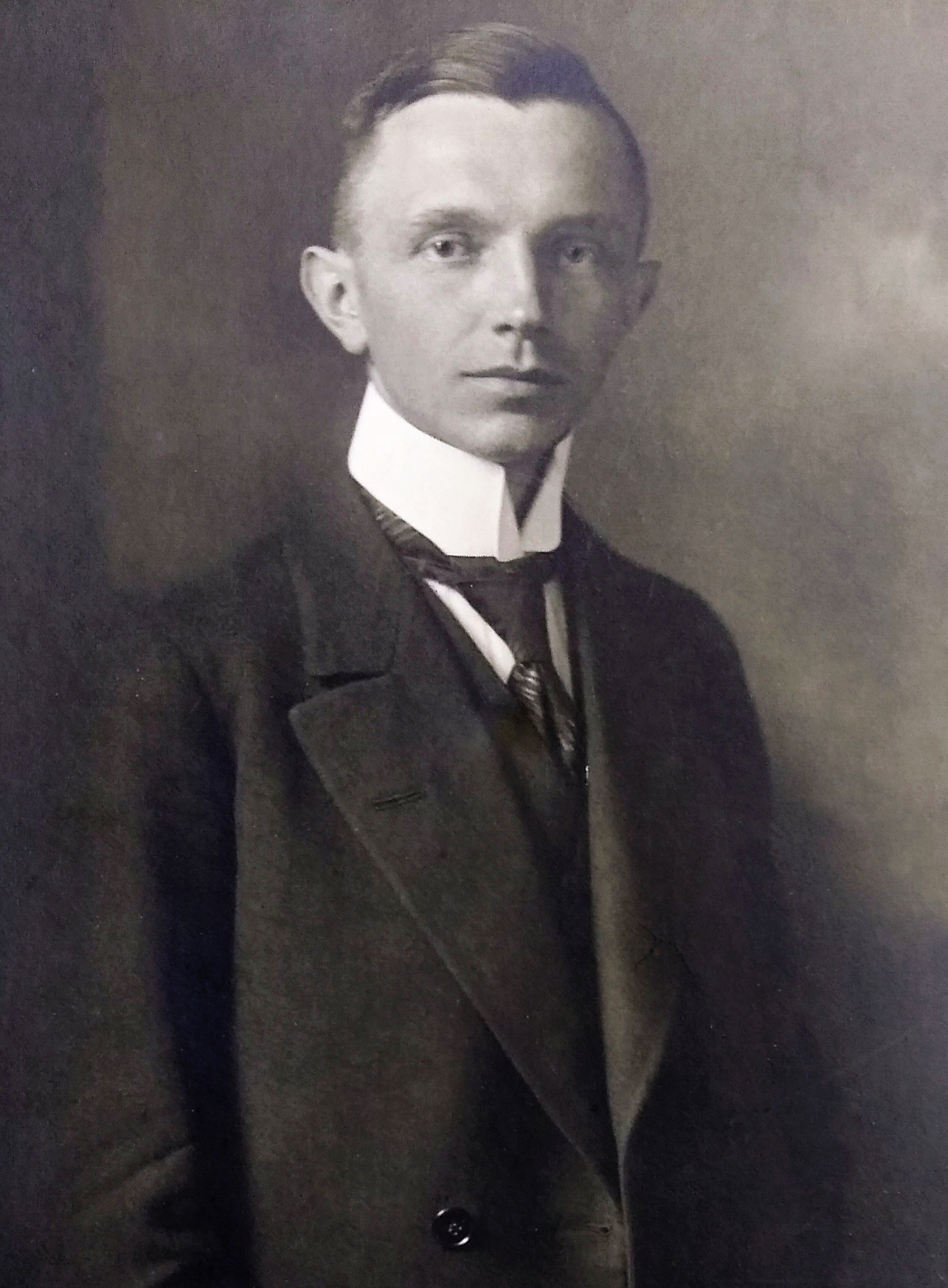
Walther Froelich, 1920

Walther Froelich, auch Froehlich, Frölich, Fröhlich (* 27. Juli 1880 in Berlin; † 31. Dezember 1945 im Speziallager Nr. 1 Mühlberg), war ein deutscher Reichsgerichtsrat und Präsident des Verwaltungsgerichts des Völkerbundes.

## Leben
Der Sohn des Geheimen Medizinalrats Max Froelich (1851–1928) legte 1902 und 1907 die Staatsprüfungen jeweils mit „gut“ ab. 1907 wurde er Gerichtsassessor. 1909 wurde er zum Amtsrichter beim Amtsgericht Köln ernannt. Er nahm am Ersten Weltkrieg als Reserveoffizier teil. Juli 1920 wurde er zum Landrichter beim Landgericht Köln befördert. Oberlandesgerichtsrat in Köln wurde er 1921. Als Rechtsanwalt verteidigte er deutsche Angeklagte während des Ruhrkampfes vor französischen Militärgerichten in der Pfalz.
Der Geheime Justizrat Froelich war lange Jahre deutscher Richter bei den Gemischten Schiedsgerichten. Im Dezember 1927 wurde er zum Richter beim Verwaltungsgericht des Völkerbundes gewählt. Von 1930 bis zum 16. November 1933 war er Präsident des Verwaltungsgerichts des Völkerbundes. 1930 erhielt er die juristische Ehrendoktorwürde der Universität zu Köln.
Mitte Juni 1930 wurde er als Hilfsrichter an das Reichsgericht abgeordnet. Am 1. Juni 1932 wurde zum Reichsgerichtsrat ernannt. Er war im IV. Zivilsenat, IV. Strafsenat, und lang Zeit im III. Strafsenat beschäftigt. Beim Reichstagsbrandprozess ab dem 21. September 1933 war er als Richter beteiligt. Er soll „durch seine Sachlichkeit im Reichstagsbrandprozeß angenehm aufgefallen“ sein und „[s]einer ganzen Grundeinstellung nach war Dr. Froelich von Anfang an Hitler und seiner Bewegung gegenüber ablehnend.(...) [Ihm sei] es zu verdanken, daß die Hauptangeklagten (...) freigesprochen wurden.“ Die Telefongespräche Froelichs in der Zeit des Prozesses wurden von der Gestapo abgehört. Nach der Besetzung Leipzigs durch die Rote Armee wurde er, wie andere Reichsgerichtsräte, durch den NKWD verhaftet. Er starb 1945 im Speziallager in Mühlberg.
Paul Vogt erinnerte sich, dass er und die Reichsgerichtsräte Fröhlich und Wernecke über den Reichstagsbrand vernommen worden seien.

## Mitgliedschaften
- 1919–1920 Deutsche Volkspartei
- 9. April 1933 bis 27. Juni 1933 Deutschnationale Volkspartei
- seit 14. Februar 1934 im NSRB[1]
- seit 1936 Mitglied des Ausschusses für Völkerrecht der „Akademie für Deutsches Recht“[1]

## Ehrungen
- 20. April 1938 Silbernes Treudienst-Ehrenzeichen
- 26. Oktober 1938 Goldenes Treudienst-Ehrenzeichen
- 1. Mai 1942 Kriegsverdienstkreuz II. Klasse